# 한성운수 (서울)
한성운수(漢星運輸)는 서울특별시 강북구 한천로 939 (번동)에 있는 서울특별시의 시내버스 업체이다.

## 역사

### 1960년대~1980년대
- 1968년 7월 27일: 당시 광주여객의 계열사 삼양여객(현 서울매일버스) 급행 10번 (안양 - 삼양동)의 노선과 차량을 분리독립, 성북구 삼양동에 한성운수 주식회사 설립
- 1970년: 서울시내버스 노선체계 개편에 따라 급행 10번이 도시형 26번 (현 5535번)으로 변경
- 1971년: 차고지를 삼양동에서 번동으로 이전, 동시에 26번 노선을 번동 - 수출공단구간으로 변경
- 1979년 6월 1일: 장수로 개통으로 26-1번 (번동 - 장수로 - 신이문역 - 동마장 - 수유리 - 번동, 1125번으로 운행하다가 폐선) 신설
- 1979년 10월 20일: 29번 노선 (번동 - 고속터미널, 현 148번) 신설, 이후 1980년 10월 이수교, 방배동 궁전아파트까지 연장
- 1980년: 직행좌석버스 13번 노선 (신창동 - 무교동) 신설
- 1981년: 13번 노선을 철산동 - 신림동 - 서울시청 (동방프라자)로 변경
- 1982년: 광명시 일대가 개발되면서 번동 - 수출공단 (현재 구로디지털단지)을 운행하던 도시형버스 26번이 철산동, 하안동까지 연장
- 1982년: 동원여객 (현 우신버스)으로부터 도시형버스 16번 (장위동 - 호계동) 인수
- 1985년 11월: 신림동, 난곡입구 경유 (청색)와 대방로, 구로공단역 경유 (적색)로 분리 운행한 26번 적색 노선을 26-2번(현 5536번)으로 분리, 미도파 (현 롯데영프라자)까지 운행
- 1986년: 구로공단 근로자에게 이동편의를 제공하기 위하여 26-3번 (구로공단역 - 구로1, 2, 3공단 - 하안동, 현 504번) 신설
- 1986년 11월: 지하철 4호선 수유역 연계를 위해 16번 서울대공원 - 번동 구간을 우이동으로 연장
- 1987년 9월: 영인운수로부터 도시형버스 110번(신정단지 ↔ 경찰병원)을 인수받았다. 훗날 신정단지 ↔ 대방동 구간 단축 및 하안동 ↔ 구로공단역 ↔ 대방동 구간으로 연장하였다.
- 1987년 10월: 한남운수로부터 95-1번 (신세계백화점 - 신림8동)을 인수, 이후 95-1번 폐선으로 26-3번 노선을 하안동 - 신림8동 / 남부경찰서 - 신세계백화점구간으로 변경
- 1988년: 26-3번 신림8동 경유를 남부경찰서 경유 일원화로 통합
- 1989년 1월: 16번 노선을 번동 본사 - 서울대공원 간 16번과 우이동 - 장안시장 간 16-1번으로 분리
- 1989년: 당시 경영난에 빠진 원효여객(현 보광교통, 당시 59, 60번 운행)을 인수하여 '한성교통'으로 사명을 변경하고 계열사로 편입, 이 때부터 26, 26-2번은 한성교통과 공동 배차. 그리고 도시형버스 110번이 폐선되었다.

### 1990년대~2004년 버스 개편 이전
- 1990년: 26번이 하안동 - 미도파 구간으로 단축, 번동 본사와 하안동 영업소가 완전히 분리되어 독자적 운영 시작, 동시에 26번, 26-2번에 투입된 한성교통 차량들이 한성운수로 이속되고, 26번에 투입되었던 일부 차량은 감차. 이때 26번의 단축으로 공백구간이 된 번동 - 고려대학교 - 서울역 구간에 29-1번 노선을 인가받았으나, 미운행.
- 1990년 11월: 수유역 - 고속터미널 구간을 운행하는 좌석버스 716번 운행 개시 (원래는 우이동까지 운행인가가 나왔으나 수유역으로 불법 단축운행, 1991년에는 잠시 우이동으로 운행 했다가 수유역으로 정식 변경운행)
- 1991년: 도시형버스 26-2번과 동일한 좌석버스 26번 운행 개시
- 1993년: 좌석버스 26번이 하안동까지 연장
- 1994년: 26-4번 (구로공단역 - 철산주공아파트 - 하안동, 5628번으로 운행하다가 폐선)과 26-5번 (구로공단역 - 구.코카콜라음료 - 하안동, 현 6635번) 신설
- 1994년 10월 21일, 성수대교 상판이 붕괴되면서 이곳을 지나던 한성운수 16번 버스가 뒷바퀴가 걸리면서 뒤집어진 채 추락, 버스에 타고 있던 승객 31명과 운전기사가 숨지는 사건 발생. 이후 성수대교를 경유하던 한성운수의 노선들은 모두 동호대교로 우회 운행하였으나, 16번만은 응봉역까지 단축
- 1995년 1월: 16번 노선을 29번에 통합되는 형식으로 폐선
- 1995년: 지역순환 408번 (현 1124번) 신설
- 1997년: 좌석버스 26번이 도시형버스 26-6번으로, 좌석버스 716번이 도시형버스으로 형간전환
- 1999년: 한성교통을 우신운수에 매각, 지역순환 408번을 강북구 12번 마을버스로 전환
- 2000년: 716번이 고속터미널에서 교보타워사거리 (현.신논현역)에서 차병원, 역삼역 루트로 강남역회차로 변경하다 회차코스 혼잡으로 강남역 구간회차를 양방향으로 변경
- 2001년: 강북구 12번 마을버스 노선을 지역순환 422번으로 전환

### 2004년 버스 개편 이후
- 2004년 서울시내버스 개편 당시: 번동 본사의 노선들은 대부분 번호만 변경하는 방식으로 존치되었으나 (단 29번은 1411번으로 변경하면서 번동 - 종암동 구간을 약간 변경), 하안동 영업소에서 미도파까지 운행하던 26번과 26-2번은 노량진 본동에서 단축되어 5535번과 5536번으로 변경
- 2005년: 지선버스 1411번 노선을 간선버스 148번으로 형간 전환, 그뒤에 간선버스 145번은 강남구간중 압구정역에서 갤러리아백화점 압구정점, 도산공원으로 노선변경
- 2006년 9월 4일: 광명공영차고지 준공과 함께 광명시 하안동 영업소 이전
- 2008년 12월 27일: 서울역 고가차도 철거앞둔 문제로 504번의 종점을 을지로입구역으로 변경
- 2009년 9월 1일: 5535번 노선을 봉천동 현대시장 경유로 노선 변경
- 2010년 1월 8일: 1125B번 노선을 폐선 (A노선은 존치), 동아운수 101번이 노선 변경 및 연장으로 인해 공동배차로 운행개시
- 2010년 7월 22일: 1115번 노선을 개통하여 동아운수와 공동배차 운행하기 시작하였다.
- 2011년 2월 8일: 148번 노선을 도봉로 운행으로 변경과 1125번과 성원여객 1111번을 통합하여 1111번으로 변경
- 2011년 9월 15일: 1115번의 회차시 삼각산동 → 미아초교 → 길음역 → 미아삼거리역 → 삼양사거리 → 삼각산동 순으로 변경
- 2015년 2월 27일: 1218번의 기점이 우이동에서 수유역으로 단축되었다.

## 운행 노선
2024년 2월 17일 기준이다.
| 운행노선 | 운행구간       | 운행구간 | 운행구간       | 배차간격 (분) | 인가 대수 | 비고                                                |
| -------- | -------------- | -------- | -------------- | ------------- | --------- | --------------------------------------------------- |
| 101번    | 동아운수       | ↔        | 서소문         | 4~8           | 9         | 동아운수와 공동배차로 운행한다.                     |
| 145번    | 북부수도사업소 | ↔        | 강남역         | 5~12          | 34        | 구 716번, 답십리역 경유                             |
| 148번    | 한성운수종점   | ↔        | 방배역         | 4~16          | 31        | 구 29번, 1411번, 경동시장 경유                      |
| 504번    | 하안공영차고지 | ↔        | 남대문시장     | 4~10          | 33        | 구 26-3번, 동작구청 경유                            |
| 1111번   | 북부수도사업소 | ↔        | 서울다원학교   | 4~10          | 18        | 구 417번                                            |
| 1124번   | 미아사거리역   | ↔        | 수유역         | 6~12          | 6         | 구 422번                                            |
| 1218번   | 4.19사거리     | ↔        | 답십리사거리   | 7~16          | 19        | 구 16-1번                                           |
| 5535번   | 광명공영차고지 | ↔        | 노량진         | 7~15          | 24        | 구 26번 단축. 현대시장 경유                         |
| 5536번   | 광명시 하안동  | ↔        | 중앙대학교     | 5~12          | 24        | 구 26-2번 단축                                      |
| 8221번   | 장안2동        | ↔        | 답십리역       | 10~12         | 1         | 북부운수, 상진운수, 태릉교통과 공동배차로 운행한다. |
| 8551번   | 봉천역         | ↔        | 노량진역       | 10~12         | 2         | 범일운수, 한남운수와 공동배차로 운행한다.           |
| 8561번   | 신림역         | ↔        | 여의도환승센터 | 5~11          | 2         | 군포교통, 보영운수와 공동배차로 운행한다.           |

## 이전 보유 노선
- ● 1115번 (신설노선): 2022년 10월 17일 공동 배차 운행 철수
- ● 1123번 (신설노선): 2005년 폐선.
- ● 1125번 (구 26-1번): 2011년 2월에 1111번과 통폐합.
- ● 1411번 (구 29번): 간선버스 148번으로 형간 전환 및 노선 일부 변경.
- ● 5628번 (구 26-4번): 2006년 폐선.
- ● 5629번 (신설노선): 2005년 폐선.
- ● 6635번 (구 26-5번): 2023년 7월 16일 폐선.

## 본사 및 영업소
- 번동 본사 (101번, 145번, 148번, 1111번, 1124번, 1218번, 8221번)
- 하안동 영업소 (504번, 5535번, 5536번, 8551번, 8561번)

## 보유 차량
KGM커머셜
- 에디슨모터스 E-화이버드
- KGM 스마트 110 저상버스

현대자동차
- 현대 뉴 슈퍼 에어로시티
- 현대 저상 뉴 슈퍼 에어로시티
- 현대 일렉시티

하이거 버스
- 하이거 하이퍼스 EV

## 갤러리

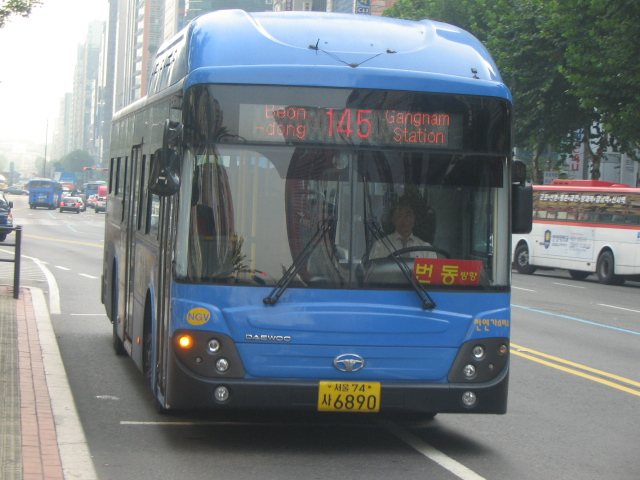
서울시내버스 145번
서울시내버스 145번